# Linje 150S
Linje 150S er en buslinje i København mellem Nørreport st. og Kokkedal st. Linjen er en del af Movias S-busnet og er udliciteret til Umove, der driver linjen fra sine garageanlæg i Bagsværd og Kvistgård. I 2024 havde den ca. 4,6 mio. passagerer. Fra sit udgangspunkt i Indre By kører den ad Den kvikke vej gennem Østerbro og videre nordpå ad Lyngbyvej og Helsingørmotorvejen til Hørsholm, Usserød og Kokkedal. I myldretiden suppleres den af linje 15E mellem Nørreport st. og Rævehøjvej, DTU.
Linje 150S blev oprettet mellem Københavns Hovedbanegård og Kokkedal st. 1. februar 1998 som den hidtil seneste S-buslinje. Den erstattede linje 172E og det meste af kørslen på linje 173E. I 2000 blev den forlænget fra Hovedbanegården til Fisketorvet, men i 2003 blev den afkortet til Nørreport st. I 2014-2016 havde den en afgrening i Gammel Holte på visse ture. I 2017 indførtes drift døgnet rundt.

## Historie
21. oktober 1990 indførte det daværende Hovedstadsområdets Trafikselskab (HT) de første S-buslinjer, der var og er hurtige og direkte linjer med få stop undervejs. De første linjer var tværlinjer udenom Københavns centrum, men fra 1994 begyndte man også at etablere radiallinjer gennem København. På det tidspunkt havde man efterhånden fået oprettet de fleste af de oprindeligt planlagte linjer, men i januar 1995 udgav HT S-busplan 1995-1997, der lagde op til yderligere kraftig udbygning af S-busnettet. Der skulle etableres nye S-buslinjer, hvor de eksisterende lokale buslinjer og S-tog ikke gav tilstrækkelig højklasset betjening, og der skulle oprettes flere radiallinjer. Baggrunden var blandt andet, at hvor der var indført S-busser, var årlige fald i passagertallene på 2-3 % blevet vendt til stigninger på 6-7 %. Til gengæld betød de nye tiltag, at man ikke længere kunne holde målet om en mindste rejsehastighed på 40 km/t men måtte nøjes med mindst 25 km/t i de centrale bydele. De nye tiltag ville omfatte de fem radiallinjer 150S, 350S, 450S, 550S og 650S og tværlinjen 100S. Ved fuld etablering ville det øge S-bussernes andel af det samlede antal vogntimer kørt for HT fra ca. 10 % til ca. 20 %.
I de følgende år blev linje 350S oprettet 24. september 1995, linje 550S og 650S 2. juni 1996 og linje 100S 28. september 1997, mens linje 450S blev udskudt og senere opgivet. Linje 150S skulle have været oprettet samtidig med linje 100S, men den var afhængig af en ombygning af Helsingørmotorvejen, der endnu ikke var færdig. 1. februar 1998 kunne linjen imidlertid oprettes fra Københavns Hovedbanegård via Nørreport st., Helsingørmotorvejen og Hørsholm til Kokkedal st. I forhold til S-busplanen var der sket et par ændringer, i det den påtænkte nordlige endestation ved Vedbæk st. blev ændret til Kokkedal st., ligesom det havde været tanken, at den sydlige endestation skulle have været Rådhuspladsen eller Nørreport st. En nyhed var, at der blev etableret et kys-og-kør-stoppested på Helsingørmotorvejen ved Nærum st., så bilister kunne sætte passagerer af, der skulle videre med bus eller tog, og tilsvarende samle dem op.
Den nye linje erstattede en stor del af driften på linje 173E, der hidtil havde kørt i dagtimerne mandag-fredag mellem Nørreport st. og Kokkedal, Holmegårdsvej, suppleret af enkelte ture i myldretiden til Fredensborg, men hvor kun sidstnævnte overlevede. Desuden nedlagdes linje 172E, der kørte fra Sjælør st. via Hans Knudsens Plads til Kokkedal, Holmegårdsvej, men som nu var blevet overflødiggjort af linje 150S og den allerede oprettede linje 100S. Endelig fik linje 174E forkortet sine ture til Kokkedal st. til Nærum st. For passagerne var der derudover den forskel, at linje 150S også kørte om aftenen og i weekenden, hvor linje 173E som nævnt kun havde kørt i dagtimerne, og linje 172E og 174E kun kørte i myldretiderne. I de første uger efter oprettelsen viste der sig dog nogle kapacitetsproblemer, så der måtte indsættes ekstra afgange i morgenmyldretiden. Desuden blev der indsat en ekstra tidlig afgang fra Kokkedal st. efter en del klager.
I forbindelse med oprettelsen blev der udsendt en kampagneavis langs ruten med informationer og muligheder for en gratis prøvetur. I busserne blev der informeret med foldere og hængeskilte samt streamers udenpå. I folderen stod der om linjen: "Den nye linie 150S starter søndag den 1. februar. Med linie 150S kan du nå hurtigt frem til alle de store trafikpunkter mellem Kokkedal og Hovedbanegården i København. Vejen går forbi stationer, hospitaler og store uddannelsessteder som DTU og Universitetsparken. Undervejs er der endda fælles stoppesteder med andre hurtige S-busser."
Kort før oprettelsen af linje 150S offentliggjorde HT i øvrigt i december 1997 HT Busplan 2001 som afløser for S-busplanen. I den nye plan opereredes med det nye begreb "Direkt Bus", hvoraf den første sådanne linje skulle oprettes i 1999 fra Fredensborg via et nyt parker-og-rejs-anlæg ved Helsingørmotorvejen til Rådhuspladsen. Linjen var en del af et samarbejde med Vejdirektoratet om at styrke betjeningen af Helsingørmotorvejen og skulle forsøgsvis betjenes af busser af turistbusstandard. Den nye linje ville have kørt parallelt med linje 150S og fungeret som en direkte konkurrent. I praksis strandede den imidlertid på, at Birkerød og Hørsholm Kommuner ikke kunne blive enige om anlæggelsen af det nødvendige parker-og-rejs-anlæg ved Høsterkøb.

### Til Fisketorvet og retur
Fra starten blev linje 150S betjent af ledbusser og havde endestation på Bernstorffsgade ved Hovedbanegården, men her viste der sig at være dårlige muligheder for at vende. Så fra 23. juni 1998 ændredes linjeføringen til en større vendesløjfe omkring Tivoli. Et par år efter, 14. april 2000, flyttedes endestationen til Vesterbrogade ved Frihedsstøtten med sløjfekørsel ad Ved Vesterport - Vester Farimagsgade og retur ad Hammerichsgade. Den nye endestation holdt et halvt år, hvorefter linje 150S blev omlagt og forlænget 8. oktober 2000 ad Bernstorffsgade og Kalvebod Brygge til det nye indkøbscenter Fisketorvet, der blev indviet 10. oktober 2000. Samtidig udvidedes driften mellem den nye endestation og Gammel Holte, Øverødvej lørdag aften og søndag i dagtimerne. Det nye center blev hurtigt populært, så trafikken i området brød sammen flere gange. I en periode måtte linje 150S vende ved Polititorvet, når det var helt galt. Det var dog ikke tilfredsstillende, så i stedet fik man tilladelse til at vende på DSB's daværende godsbaneterræn ved Kalvebod Brygge i sådanne situationer. 17. juni 2001 afkortedes nogle morgenture fra Fisketorvet til Nørreport st., men til gengæld kom den udvidede drift om aftenen mellem Fisketorvet og Gammel Holte til at gælde alle dage.
Indimellem fejrede HT 25 års jubilæum i 1999. Det blev blandt andet markeret ved, at en ældre ledbus blev indrettet som Jubibus med græstæppe, fotostater, biografstole og en bogreol i den bagerste halvdel. Den fungerede således som passagernes drøm om en bus, når der ikke skulle tages hensyn til økonomi og antal siddepladser. Jubibussen kørte på skiftevis linje 300S, 307, 121 og 250S i dagene op til jubilæet 1. oktober, hvor den var udstillet sammen med andre busser på Nytorv. Mange ærgrede sig imidlertid over, at de ikke nåede at opleve Jubibussen. Den blev derfor indsat på linje 150S fra 18. oktober og måneden ud, hvorefter bussen og indholdet blev leveret tilbage til deres respektive ejere.
De lidt mere jordnære realiteter begyndte at melde sig omkring årtusindskiftet i form af den forestående åbning af metroen, der ville medføre reduktioner i busnettet. I den forbindelse foreslog HT, at der skulle etableres et net af stambusser, senere kendt som A-busser, i og omkring Københavns og Frederiksberg Kommuner i form af seks linjer med hyppig drift. Ved offentliggørelsen af planerne i 2000 var det tanken, at linje 150S skulle afkortes fra Fisketorvet til Nørreport st. Strækningen til Fisketorvet skulle så i stedet betjenes af en omlagt linje 250S.
Planerne om stambusnettet havde imidlertid som helhed den følge, at mange andre buslinjer også ville berørt. Så da der blev fremlagt mere konkrete planer til dem i april 2001, blev der også overvejet et referencebusnet, hvor flest mulige af de eksisterende buslinjer blev opretholdt. For linje 150S gjorde det dog ikke den store forskel, da den også her var forudsat afkortet fra Fisketorvet til Nørreport st. men bare uden linje 250S som erstatning. Slutresultatet blev imidlertid, at HT's afløser HUR besluttede at indføre stambusnettet i tre etaper ved et møde 26. oktober 2001. Ved anden omgang 25. maj 2003 blev linje 150S så som planlagt afkortet fra Fisketorvet til Nørreport st. Det blev dog linje 650S og ikke 250S, der til gengæld blev omlagt via Fisketorvet.

### Omlægninger og incitamenter
Samtidig med afkortningen til Nørreport st. 25. maj 2003 ændredes køreplanen, så næsten alle ture kom til at køre til Kokkedal st. Et par ture i morgenmyldretiden til Gammel Holte overlevede dog men forlængedes i form af en lille grendeling af linjen fra krydset med Øverødvej ad Langhaven - Malmbergsvej til en ny endestation ved Mariehøjvej. Det fortsatte frem til 8. januar 2006, hvor køreplanen ændredes, så hver anden tur i morgenmyldretiden og mellem myldretiderne fik endestation ved Nærum st. Fra 10. august 2008 gjaldt det også i eftermiddagsmyldretiden, og fra 11. januar 2009 forlængedes alle de korte til Gammel Holte, Øverødvej, der således atter kom til at fungere som endestation for korte ture.
I Kokkedal omlagdes linjen ad Kokkedal Industripark i juli 2004, da Brønsholmdalvej blev lukket. Tre år efter skete der vejomlægninger i området, hvor den østlige del af Kokkedal Industripark blev erstattet af en forlænget og omlagt Holmegårdsvej, der desuden kom til at krydse Egedalsvej i en ny rundkørsel. For linje 150S betød det, at linjen blev omlagt via rundkørslen og ad den forlængede Holmegårdsvej 28. juli 2007.
HUR blev nedlagt i forbindelse med strukturreformen 1. januar 2007. I stedet indgik linje 150S sammen med resten af Hovedstadsområdets busnet i det nye selskab Movia. I september 2007 afleverede COWI en idéskitse til Movia om forskellige net af højklassede buslinjer, der skulle køre direkte med få stop undervejs. En af mulighederne var Hovedstadsnettet, hvor 22 linjer fordelt på fem korridorer skulle køre fra Københavns centrum ad motorvejene til forskellige byer i omegnen. En af korridorerne var linje 150S' strækning ad Helsingørmotorvejen med linjer til Brede, Søllerød, Nærum, Trørød og Hørsholm. I Movias Årsrapport 2007 blev der efterfølgende foreslået et net af direkte buslinjer på Sjælland. Her blev der blandt andet skitseret linjer fra København til Humlebæk og Fredensborg, ad hvad der reelt ville være Helsingørmotorvejen. I praksis blev forslaget om de direkte linjer dog ikke til noget.
1. juni 2008 indledte Movia og entreprenøren Arriva et treårigt forsøg på linje 150S og 173E, hvor flere passagerer end ventet ville udløse ekstra betaling. Hver ekstra passager gav 10 kr. i indtægt i gennemsnit. Heraf gik de 7 kr. til Arriva til at indsætte ekstra busser, 2,25 kr. til Arriva selv, 50 øre til chaufførerne på de to linjer og 25 øre til de øvrige chauffører på garageanlægget. Det afhang dog af passagernes tilfredshed, om den ekstra betaling ville finde sted helt, delvist eller slet ikke, så der var grund til at yde en god service. Derudover håbedes det, at man kunne få nogle bilister over i busserne, så man både kunne få mindre trængsel på vejene og gavne miljøet.
Forsøget kom godt fra start med 16 % flere passagerer end budgetteret i tredje kvartal af 2008. En linje-repræsentant fra chaufførerne fortalte, at forsøget havde givet et sammenhold mellem de involverede parter, hvilket havde været motiverende. Desuden havde der været et fem ugers kampagne med stoppestedsværter, der skulle gøre busturene mere behagelige for passagerer og chauffører. Et andet tiltag var indførelsen af trådløst internet på de to linjer 15.september 2008, hvilket i gennemsnit blev benyttet af over 100 passagerer med bærbare computere hver dag. Efter det første år kunne det så konstateres, at der var kommet 20 % flere passagerer. Det smittede af på linje 173E, der fik udvidet driften med en række ekstra afgange i myldretiden på de to linjers fælles strækning mellem Nørreport st. og Kokkedal fra 31. august 2009. Da linje 173E imidlertid have færre stop end linje 150S forventedes det, at ændringen ville gøre den til et attraktivt alternativ. Sideløbende førte de gode erfaringer til, at konceptet med incitamentskørsel blev udbredt til flere andre linjer med mange passagerer.
Materiellet på linjen blev udskiftet et par gange. I sommeren 2003 blev ledbusserne generelt erstattet af 13,7 m lange busser. Som nogle af de første fik de nye busser blå hjørner for og bag, som det i 2003 var blevet besluttet skulle bruges til at markere S-busser med i stedet for de blå/hvide striber i tagkanten, der var blevet benyttet hidtil. I tagkanten blev der til gengæld påsat linjenummer og ruteforløb med vigtige stop undervejs. Endnu i 2006 kunne der dog stadig ses almindelige gule ledbusser på enkelte afgange. I april 2009 var en MAN NL313 Lion's City-CNG-gasbus fra Skånetrafikken på prøvetur, men det fik ikke umiddelbart konsekvenser for linje 150S. Til gengæld blev der fra 1. april 2012 indsat 14,6 m lange busser på linjen.

### Helsingørmotorvejen og Den kvikke vej
I 2013-2014 blev der igen arbejdet med udvidelser af Helsingørmotorvejen, hvilket gav problemer med at betjene stoppestedet og endestationen ved Gammel Holte, Øverødvej. I første omgang omlagdes ture til Kokkedal st. 24. marts 2013, så de kom til at køre direkte ad Helsingørmotorvejen. I august 2014 skulle broerne for Øverødvej og Gøngehusvej imidlertid rives ned. Det betød at de korte ture Gammel Holte, Øverødvej omlagdes midlertidigt indtil 3. januar 2016 i form af en afgrening fra Nærum st. ad Rundforbivej - Egebækvej - Malmbergsvej med endestation ved Gammel Holte, Mariehøjvej. Og på den måde kom linjen tilbage til den endestation, den forlod i 2006, nu bare fra den modsatte vinkel.
I den sydlige ende skete der flere ændringer ved endestationen Nørreport st., der fra slutningen af 2011 og frem til 2014 gennemgik en omfattende renovering. Her havde linje 150S sammen med flere andre linjer haft endestation i en busterminal i den nordlige ende af stationsområdet. Den blev imidlertid fjernet til fordel for en stationsplads, så i stedet kom afsætning og påstigning til at finde sted ved almindelige stoppesteder, mens vending og pauseophold indimellem kom til at finde sted i en særskilt bushavn syd for stationen.
Parallelt med arbejderne ved Nørreport st. og Helsingørmotorvejen var der også gang i strækningen indimellem de to. Her etableredes Københavns første bus rapid transit med navnet Den kvikke vej mellem Nørreport st. og Ryparken st. med højklassede busbaner og afskærmede stoppesteder i gademidte mellem Fredensbro og Haraldsgade. Den kvikke vej, der indviedes 19. september 2014, kommer ikke mindst linje 150S til gode, der her kan køre udenom bilkøer. Også flere andre linjer benytter strækningen, så på hverdage er trafikken tæt. På søndage er der dog noget længere mellem busserne, ikke mindst fordi linje 150S her kun kører hvert 20. minut mod hvert 5. minut i myldretiderne på hverdage.
Natten til 8. maj 2015 udbrændte fire af linje 150S' Scania OmniLink-busser på Arrivas garageanlæg Ryvang. Hærværk på stedet tydede på, at der var tale om en påsat brand. Hærværket hang muligvis sammen med, at nogle busreklamer fra Dansk-Palæstinensisk Venskabsforening om boykot af varer fra israelske bosættelser var blevet fjernet en uges tid før på grund af klager. Fjernelsen havde givet anledning til en del debat, men om der virkelig var en sammenhæng kunne dog ikke umiddelbart siges med sikkerhed. Sikkert var det til gengæld, at Arriva kom til mangle fire af deres lange 14,6 m-busser. Det blev derfor nødvendigt at indsætte forskelige busser som reserve på linje 150S og 173E, indtil der kunne leveres fire nye busser i oktober 2015.
I forbindelse med køreplansskiftet 27. marts 2016 blev der foretaget en relancering af E-bus-konceptet. Det betød blandt andet, at linje 173E, der på det tidspunkt kørte mellem Nørreport st. og Forskerparken i Hørsholm, skiftede nummer til 15E. Herved kom nummeret til at passe med linje 150S, som den fulgtes med og supplerede i myldretiden på en stor del af ruten. Linje 15E sprang dog en del af linje 150S' stoppesteder over på Lyngbyvej og Helsingørmotorvejen.
I september 2016 blev der indgået et forlig i Region Hovedstaden om det næste års budget, der blandt andet kom til at medføre flere besparelser og ændringer på de regionale buslinjer. For linje 150S betød det, at den fra natten mellem 29. og 30. januar 2017 kom til at køre en gang i timen om natten med undtagelse af stykket mellem Nørreport st. og Gammel Holte, hvor der blev halvtimesdrift nat efter fredag og lørdag. Med ændringen kom linje 150S til at erstatte en del af linje 95N mellem København og Helsingør, der nedlagdes. På stykket mellem København og Brogårdsvej erstattede den desuden linje 94N mellem København og Hillerød, der nedlagdes i weekenderne. I 2021 blev der dog klaget over, at belastningen på linje 150S var for stor i aften- og nattetimerne, da passagerne blev proppet ind, så de ikke skulle vente op til en halv time på den næste bus.
I januar 2022 indgik linje 150S og 15E som en fælles enhed i Movias udbud A21 med afgørelse i august 2022 og ikraftræden af ny kontrakt 24. marts 2024. De to linjer skulle fortsat betjenes af 14,6 m lange busser, men i modsætning til de hidtidige dieselbusser blev der stillet krav om, at de nye busser skulle være emissionsfri. Det ville sige at de for eksempel kunne være elbusser eller brintbusser. I praksis faldt valget på elbusser, da udbuddet blev afgjort til fordel for Umove som ny entreprenør på de to linjer. Linje 15E, der havde kørt med grønne hjørne siden relanceringen af E-busserne i 2016, fik blå hjørner ligesom linje 150S. Det er da også muligt, at den på sigt vil blive indlemmet i linje 150S.
Samtidig med indsættelsen af elbusserne 24. marts 2024 blev linje 150S omlagt via DTU Science Park, også kaldet Forskerparken. Området var hidtil blevet betjent af linje 15E i myldretiderne, men den blev afkortet til DTU, Rævehøjvej. Formålet med ændringen var at forbedre betjeningen af DTU Science Park, så der kom kørsel i hele driftstiden hele ugen. Desuden gav det forbindelse mod nord til Kokkedal st. og ikke kun mod syd som hidtil. Til gengæld forlængede omlægningen køretiden med 2-4 minutter. Afkortningen af linje 15E betød desuden færre afgange i myldretiderne på strækningen mellem de to dele af DTU. Medarbejdere fra DTU Science Park klagede derfor efterfølgende over forringet betjening, forsinkelser og overfyldte busser. Ved køreplansskiftet 15. december 2024 blev nogle morgenafgange derfor flyttet fra Linje 15E til 150S for at forbedre betjeningen af Forskerparken.

## Bus rapid transit
I Movia Mobilitetsplan 2020 blev der udpeget fire S-buslinjer, heriblandt linje 150S, der helt eller delvist kunne omdannes til Bus rapid transit (BRT). Det vil omfatte kørsel i busbaner, så trængsel undgås, stationslignende stoppesteder med niveaufri indstigning og større busser, der kører på el eller biobrændstof. Det vil være til gavn for både rejsehastighed, økonomi og miljø, ligesom det vil tiltrække flere passagerer. På sigt vil BRT også kunne bruges til drift med førerløse busser.
I februar 2021 fulgte Movia op med en rapport om BRT på linje 150S mellem Haraldsgade og Kokkedal st. i forlængelse af Den kvikke vej. Linjen forbinder tætte boligområder med store arbejdspladser og uddannelsesinstitutioner, herunder DTU i Lyngby. Desuden har den forbindelse til metro, S-tog og Kystbanen samt til Hovedstadens Letbane, når den åbner i forventet 2025. Der er imidlertid problemer med fremkommeligheden på blandt andet Lyngbyvej, Helsingørmotorvejen og Usserød Kongevej det meste af dagen. Det ville kunne løses med BRT, så køretiden kunne nedsættes og regulariteten forbedres. Desuden ville det spille sammen med byudvikling i blandt Kokkedal og Hørsholm, hvortil kom udvidelser og nybyggeri på og omkring DTU’s campus.
Det meste af linjeføringen skulle være den samme som hidtil, men der var lagt op til et par ændringer. I Hørsholm skulle linjen omlægges fra Helsingørmotorvejen ad Bøge Allé gennem DTU Science Park i stedet for at køre ad Hørsholm Kongevej. Området, der på det tidspunkt betjentes af linje 15E, forventedes at gennemgå en udvikling, der ville give væsentlig flere passagerer der. I Kokkedal var linjen tænkt omlagt ad Brønsholmsdalsvej for at give en bedre betjening af boligområdet Egedalsvænge og mindske den nuværende cirklen rundt i området. Direkte kørsel ad Ådalsvej var fravalgt af hensyn til betjeningen af området omkring Fredensborg Rådhus og Egedalsvej, hvor der var mange passagerer.
Linjen skulle have sit eget tracé med prioritering i lyskryds på stort set hele strækningen, men placeringen af tracéet kom til at variere undervejs. På det første stykke fra Haraldsgade skulle der være busbaner i hver side af Lyngbyvej. På hver af Lyngbyvejs lokalgader langs med Helsingørmotorvejen ville et vejspor fungere som BRT-spor. Ved Motorvejskryds Kgs. Lyngby skulle cykelstier omlægges for at give plads til BRT-sporene. I den nordlige ende af krydset skulle der etableres en bro, så de to BRT-sporet kunne samles i et tracé i midten af motorvejen. En fly-over ved DTU Science Park skulle bringe tracéet ind der, hvor det ville komme til at ligge langs med Bøge Allé. Usserød Kongevej skulle lukkes for biltrafik mellem Rungstedvej og Hørsholm Allé. Mellem Hørsholm Allé og Breelte Skov var der kun plads til et BRT-spor, der skulle benyttes skiftevis i de to retninger. Det ville fungere ved, at busserne kørte frem mod et lyskryds i en bane midt i vejen for at få prioritering til at kunne fortsætte i den almindelige højre vejbane før bilerne. På resten af strækningen skulle der primært anlægges tracé i siden af vejene. Mellem Egedal Kirke og Brønsholmsdalsvej skulle der anlægges en ren busvej, mens der på et kort stykke ad Brønsholmsdalsvej til gengæld måtte køres i blandet trafik.
Antallet af stoppesteder, i rapporten kaldet stationer, forblev uændret 23. To mindre benyttede stoppesteder skulle lægges sammen til en station ved Breeltevej, mens der til gengæld etableredes en ny station i tilknytning til Jægersborg Station. Desuden betød omlægningerne i Hørsholm og Kokkedal, at nogle stoppesteder der ville blive erstattet af stationer andre steder. Stationerne skulle udformes med 42 m lange perroner, så der kunne holde to ledbusser ved dem samtidig. De skulle udstyres med ramper for at muliggøre niveaufri indstigning, læskærme, bænke, hegn, rejsekortudstyr mv. Stationerne på motorvejene skulle desuden forsynes med trapper og elevatorer til tværgående broer. En del stationer skulle placeres med perroner overfor hinanden. På Helsingørmotorvejen skulle perronerne dog anlægges på hver sin side af broerne af hensyn til pladsen. Det samme var planlagt på den enkeltsporede tracé ad Usserød Kongevej.
Rapporten anslog at det ville koste 2,25 mia. kr. for de 25,9 km, der i givet fald skulle ombygges til BRT. Det omfattede tracé, stationer, broanlæg og arealerhvervelser men var eksklusive materiel og ledningsomlægninger. Prisen svarede til 87 mio. kr. pr. km, hvilket var noget dyrere end sammenlignelige projekter men især skyldtes ombygning af broer og anlæg af fly-overs på Helsingørmotorvejen. Der ville skulle inddrages ca. 12.900 m² fra private matrikler, men det var ikke nødvendigt at inddrage bygninger. Det ansloges at den forbedrede regularitet og kortere køretider sammen med omlægningerne ville kunne øge passagertallet fra 18.600 på hverdage på linje 150S og 15E til 22.400-23.500.

### +Way som alternativ
Da både omkostningerne og påvirkningerne ved anlæggelsen af BRT ville blive temmelig store, udarbejdede Movia senere i 2021 en analyse af det mindre omfattende koncept +Way som alternativ. I stedet for at der så vidt muligt skal køres i tracéer, der er fysisk adskilt fra den øvrige trafik, køres ad busbaner eller i blandet trafik med prioritering af busserne. Stoppestederne skal heller ikke nødvendigvis have stationsstandard men kan udføres mere eller mindre simpelt. Ved Rævehøjvej bliver stoppestedet i sydgående retning dog anlagt fælles med den kommende station på Hovedstadens Letbane der. Mellem Nørreport st. og Jægersborg lægger analysen i øvrigt op til at gøre som i BRT-planen. Linjen skal også omlægges gennem DTU Science Park i stedet for Hørsholm Kongevej, idet den lægges sammen med linje 15E, der kører der.
På Helsingørmotorvejen er det meningen, at der skal køres ad de eksisterende nødspor, sådan som man gør på en række strækninger i Stockholm. Det vil give busserne mulighed for at overhale køer indenom. Ved tre tilslutningsanlæg vil det dog være nødvendigt at ophæve busbanerne et stykke før og vente med dem til et stykke efter, så der kan flettes og krydses med trafikken fra og til motorvejen. Ved de øvrige tilslutningsanlæg er det ikke nødvendigt, da busserne alligevel kører fra motorvejen for at betjene stoppesteder. Det forventes at nødsporene kun skal bruges som busbaner i myldretiderne, hvor trængslen er størst. Resten af tiden køres på de almindelige vejbaner, så der fortsat er plads til nedbrudte køretøjer og udrykningskørsel i nødsporene i de tidsrum, hvor hastigheden og risikoen for uheld er størst. Med ca. 1 km's mellemrum skal der desuden etableres nødlommer til henstilling af nedbrudte køretøjer.
Ved Isterød Rasteplads på Helsingørmotorvejen skal der etableres en ny busvej til DTU Science Park. I nordgående retning køres gennem rastepladsen på østsiden af motorvejen til busvejen. I sydgående retning føres busvejen ad en ny bro over motorvejen og vest om rastepladsen på vestsiden til motorvejen. I DTU Science Park får busvejen tilslutning ved et eksisterende 90 graders sving på Bøge Allé. Ved rundkørslen mellem Bøge Allé og Frederiksborgvej etableres en busshunt sydøst for den for busser i nordgående retning. På Usserød Kongevej kommer der bussluser ved Ørbæksvej og på nogle delstrækninger busbaner. Rundkørslen ved Ådalsvej ombygges til signalreguleret kryds med stoppesteder nord for ved de planlagte nye byfunktioner i området. På Egedalsvej kommer der busbaner.
Analysen beskæftigede sig også med tryghed ved stoppestederne, idet der blev foretaget kvalitative interviews med passagerer ved Rævehøjvej, Kokkedal Bymidte og Venlighedsvej ved DTU Science Park. Passagerne opfattede generelt stoppestederne som trygge, fordi det var nemt at se, at andre tilstedeværende skulle med bussen, og den hyppige drift gav kort ventetid. Til gengæld opfattede flere adgangsveje som utrygge, fordi det kunne være svært at se, hvad andre skulle der. Desuden kunne bevoksning og manglende belysning gøre det svært at bevare overblikket. Det blev derfor anbefalet at skaffe bedre udsyn og overblik omkring stoppestederne. Stoppestederne skulle også i højere grad invitere til ophold og ejerskab med tilpasning til de primære brugergrupper. Gode og velholdte parkeringsfaciliteter for cykler ville også bidrage til indtryk af tryghed.
Det anslås at en fuldstændig etablering af +Way vil koste 795 mio. kr. Det omfatter etablering af busbaner, busbroen ved Isterød, ombygning af vejanlæg og forbedring af stoppesteder. Det svarer til 30,6 mio. kr. pr km men dækker dog over en del lokale udsving, afhængigt hvad der skal gøres. Det er imidlertid muligt at gennemføre projektet i etaper, hvor strækninger med enten mange passagerer, dårlig fremkommelighed eller lave anlægsomkostninger kan prioriteres. Passagertallene forventes at stige, da +Way vil give kortere rejsetid, færre forsinkelser og bedre stoppesteder. Derudover forventes en vis systemeffekt, da forbindelsen vil blive opfattet som højklasset. Sammen med byvækst anslås det at give en samlet stigning fra 18.600 i 2019 til 21.400-22.000 påstigere pr. hverdag.

## Fakta
- Linjeføring
  - Nørreport st. - Øster Voldgade - Sølvgade (/< Webersgade <) - Fredensbro - Fredensgade - Tagensvej - Nørre Alle - Lyngbyvej - Helsingørmotorvejen - Nærum st. - Helsingørmotorvejen - Gammel Holte - Helsingørmotorvejen - Hørsholm Kongevej - Dr. Neergaards Vej - Agern Allé - Venlighedsvej - Bøge Allé - Frederiksborgvej - Rungstedvej - Usserød Kongevej - Egedalsvej - Holmegårdsvej - Kokkedal Industripark - Ådalsvej - Kokkedal st.[95]

- Overordnede linjevarianter
  - Nørreport st. - Kokkedal st.[95]
  - Nørreport st. - Gammel Holte, Øverødvej[95]

- Materiel
  - 32 14,6 m-busser af typen Yutong E15 (fælles med linje 15E). 17 af busserne er garageret hos Umove, Bagsværd[96], og 15 af dem hos Umove, Kvistgård.[97]

| Fra        | Entreprenør og garage        |
| ---------- | ---------------------------- |
| 01-02-1998 | Bus Danmark, Kokkedal        |
| 14-06-1999 | Arriva, Kokkedal             |
| 12-08-2007 | Arriva, Ryvang               |
| 13-11-2022 | Arriva, Gladsaxe             |
| 24-03-2024 | Umove, Tårnby og Kvistgård   |
| 21-11-2024 | Umove, Bagsværd og Kvistgård |

| År          | 2021      | 2022      | 2023      | 2024      |
| ----------- | --------- | --------- | --------- | --------- |
| Passagertal | 2.908.448 | 3.980.379 | 4.545.585 | 4.595.639 |

## Kronologisk oversigt
Oversigten nedenfor omfatter permanente og længerevarende ændringer. Der er set bort fra ændringer af stoppesteder og kortvarige omlægninger ved vejarbejder, sportsbegivenheder og lignende.
| Dato                        | Hændelse |
| --------------------------- | --- |
| 01-02-1998                  | Linje 150S oprettes ad følgende rute: Hovedbanegården - Bernstorffsgade - Hammerichsgade - Jernbanegade - Rådhuspladsen - Vester Voldgade - Nørre Voldgade - Nørreport st. - Øster Voldgade - Sølvgade (/< Webersgade <) - Fredensbro - Fredensgade - Tagensvej - Nørre Alle - Lyngbyvej - Helsingørmotorvejen - Hørsholm Kongevej - Rungstedvej - Usserød Kongevej - Egedalsvej - Brønsholmdalsvej - Ådalsvej - Kokkedal st. Linjen erstatter linje 172E der nedlægges, mens linje 173E reduceres til kun at køre i myldretiden. Linjen betjenes fra starten af ledbusser. |
| 23-06-1998                  | Endestationen ved Hovedbanegården ændres så der fra Rådhuspladsen køres i sløjfe ad Vester Voldgade - Tietgensgade - Bernstorffsgade - Hammerichsgade - Jernbanegade. Omlægningen skyldes dårlige muligheder for at vende ved Hovedbanegården. |
| 14-04-2000                  | Endestationen ved Hovedbanegården flyttes fra Bernstorffsgade til Vesterbrogade ved Frihedsstøtten. Fra Rådhuspladsen køres i sløjfe ad Jernbanegade - Ved Vesterport - Vester Farimagsgade - Vesterbrogade - Hammerichsgade - Jernbanegade. |
| 08-10-2000                  | Omlægges så der i stedet for at ende ved Hovedbanegården fra Rådhuspladsen køres ad Jernbanegade - Hammerichsgade - Bernstorffsgade - Kalvebod Brygge til det nye indkøbscenter Fisketorvet. Samtidig får nogle ture endestation ved Gammel Holte, Øverødvej. |
| 17-06-2001                  | Afkortes fra Fisketorvet til Nørreport st. på nogle ture i morgenmyldretiden. |
| 25-05-2003                  | Afkortes fra Fisketorvet til Nørreport st. Næsten alle ture til Kokkedal st. Et par enkelte ture i morgenmyldretiden ender dog stadig i Gammel Holte, men endestationen ændres, så der køres ad Langhaven - Malmbergsvej til ny endestation ved Mariehøjvej. |
| 2003                        | Der indsættes 13,7 m-busser i stedet for ledbusser. |
| Ca. 01-07-2004              | Omlægges ad Egedalsvej - Kokkedal Industripark - Ådalsvej. Omlægningen skyldes lukning af Brønsholmdalvej. |
| 08-01-2006                  | Morgenture til Gammel Holte, Mariehøjvej ophører. I morgenmyldretiden og mellem myldretiderne ender hver anden tur ved Nærum st. |
| 28-07-2007                  | Omlægges så der i stedet for at køres ad Kokkedal Industriparks østlige del køres ad forlænget Holmegårdsvej til ny rundkørsel Egedalsvej/Holmegårdsvej og derfra ad Egedalsvej. |
| 10-08-2008                  | Hver anden tur til Nærum st. også i eftermiddagsmyldretiden. |
| 11-01-2009                  | Ture til Nærum st. forlænges til Gammel Holte, Øverødvej. |
| 01-04-2012                  | Der indsættes 14,6 m-busser. |
| 24-03-2013                  | Omlægges på grund af Helsingørmotorvejens udvidelse. Stoppestedet Gammel Holte, Øverødvej betjenes kun af korte ture. |
| 31-03-2014                  | Endestationen ved Nørreport st. flyttes til Nørre Voldgade ved Gothersgade på grund af ombygningen af Nørreport st. |
| 08-08-2014                  | Ture til Gammel Holte, Øverødvej omlægges fra Nærum st. ad Rundforbivej - Egebækvej - Malmbergsvej til ny endestation Gammel Holte, Mariehøjvej på grund af Helsingørmotorvejens udvidelse. Samtidig flere afgange til Gammel Holte man-lørdag, men ingen søn- og helligdage. Visse korte ture vender ved Nærum st. På grund af nedrivning af broerne for Øverødvej og Gøngehusvej var turene til Gammel Holte dog afkortet til Nærum st. 8.-10. august 2014. Under arbejdet med motorvejen styrtede en ny bro for Egebækvej ned om aftenen 27. september 2014. Indtil oprydningen var overstået 1. oktober 2014 omlagdes turene til/fra Kokkedal st. ad Rundforbivej - Egebækvej. |
| 19-09-2014                  | Linjen benytter fremover Den kvikke vej, en bus rapid transit med højklassede busbaner og stoppesteder i gademidte mellem Fredensbro og Haraldsgade. |
| 03-01-2016                  | Omlægningen i Gammel Holte ophører, og alle ture kører atter direkte ad Helsingørmotorvejen med stop hhv. endestation ved Gammel Holte, Øverødvej. Nærum st. ophører atter med at være endestation. |
| 30-01-2017                  | Der indføres drift døgnet rundt. Nat efter fredag og lørdag køres hver halve time mellem Nørreport st. og Gammel Holte og hver time videre til Kokkedal st. Øvrige nætter køres en gang i timen mellem Nørreport st. og Kokkedal st. Ændringen erstatter en del af linje 95N der nedlægges og en del af linje 94N, der indstilles i weekenderne. Om aftenen reduceres kørslen mellem Gammel Holte og Kokkedal st. til en gang i timen. |
| 21-08-2023 - ca. 04-12-2023 | Omlægges ad Tuborgvej - Bernstorffsvej i retning mod Nørreport st. Omlægningen skyldes vejarbejde. |
| 02-01-2024 - ca. 05-04-2024 | Omlægges ad Lundtoftegårdsvej - Klampenborgvej i retning mod Nørreport st. Omlægningen skyldes letbanearbejde. |
| 24-03-2024                  | Omlægges gennem DTU Science Park ad Dr. Neergaards Vej - Agern Allé - Venlighedsvej - Bøge Allé - Frederiksborgvej som erstatning for linje 15E. Aftenkørsel ændres mandag-lørdag til kvarterdrift Nørreport st. - Gammel Holte og halvtimesdrift videre til Kokkedal st. Søndag aften er del halvtimesdrift på hele strækningen. |